# Hiroyoshi Kuwabara
Hiroyoshi Kuwabara (født 2. oktober 1971) er en tidligere japansk fodboldspiller.
Han har spillet for flere forskellige klubber i sin karriere, herunder Sanfrecce Hiroshima og Albirex Niigata.